# جيم كريمر (لاعب كرة قدم)
جيم كريمر (بالفرنسية: Jim Kremer)‏ هو لاعب كرة قدم لوكسمبورغي، ولد في 18 يناير 1918 في إيش سوغ ألزيت في لوكسمبورغ، وتوفي في 24 يوليو 2000 في مدينة لوكسمبورغ في لوكسمبورغ.

## وصلات خارجية
- جيم كريمر على موقع قاعدة بيانات كرة القدم.إي يو (الإنجليزية)
- جيم كريمر على موقع أوليمبيديا (الإنجليزية)